# 4679 Сибил
4679 Сибил (енгл. 4679 Sybil) је астероид главног астероидног појаса са средњом удаљеношћу од Сунца која износи 3,037 астрономских јединица (АЈ).
Апсолутна магнитуда астероида је 11,7.